# NGC 21
NGC 21 је спирална галаксија у сазвежђу Андромеда која се налази на NGC листи објеката дубоког неба.
Деклинација објекта је + 33° 21' 7" а ректасцензија 0h 10m 47,0s. Привидна величина (магнитуда) објекта NGC 21 износи 12,8 а фотографска магнитуда 13,6. Налази се на удаљености од 66,380 милиона парсека од Сунца. NGC 21 је још познат и под ознакама NGC 21, UGC 100, MCG 5-1-48, IRAS 00082+3304, CGCG 499-66, KAZ 19, PGC 767.